# 송석정
송석정은 대한민국 전라남도 화순군 이양면 강성리에 있는 건축물이다. 2006년 1월 9일 화순군의 향토문화유산 제27호로 지정되었다.